# Cestrum rigidifolium
Cestrum rigidifolium är en potatisväxtart som beskrevs av Francey. Cestrum rigidifolium ingår i släktet Cestrum och familjen potatisväxter. Inga underarter finns listade i Catalogue of Life.